# The Trolls
 (septembre 2010).
Si vous disposez d'ouvrages ou d'articles de référence ou si vous connaissez des sites web de qualité traitant du thème abordé ici, merci de compléter l'article en donnant les références utiles à sa vérifiabilité et en les liant à la section « Notes et références ».
The Trolls est le groupe d'Iggy Pop sur ses deux derniers albums solo, même si certains de ces musiciens le suivent depuis le début des années 1990. Le nom du groupe est The Fuckups entre 1996 et 1998 avant de devenir The Trolls en 1999.
En 2003, Iggy Pop a abandonné les Trolls pour reformer The Stooges, qui était son groupe de 1967 à 1974.

## Discographie d'Iggy Pop avec The Trolls
- Beat ’Em Up (2001)
- Skull Ring (2003) - sept morceaux avec The Trolls

## Membres
The Trolls : (1999-2003)
- Whitey Kirst (guitare, 1999-2003)
- Pete Marshall (guitare, 1999-2000, puis basse, 2001-2003)
- Alex Kirst (batterie, 1999-2003)
- Mooseman (basse, 2000)
- Hal Cragin (basse, 1999)

The Fuckups : (1996-1998)
- Whitey Kirst (guitare)
- Pete Marshall (guitare)
- Larry Mullins (batterie)
- Hal Cragin (basse)